# یولیا بوریسووا

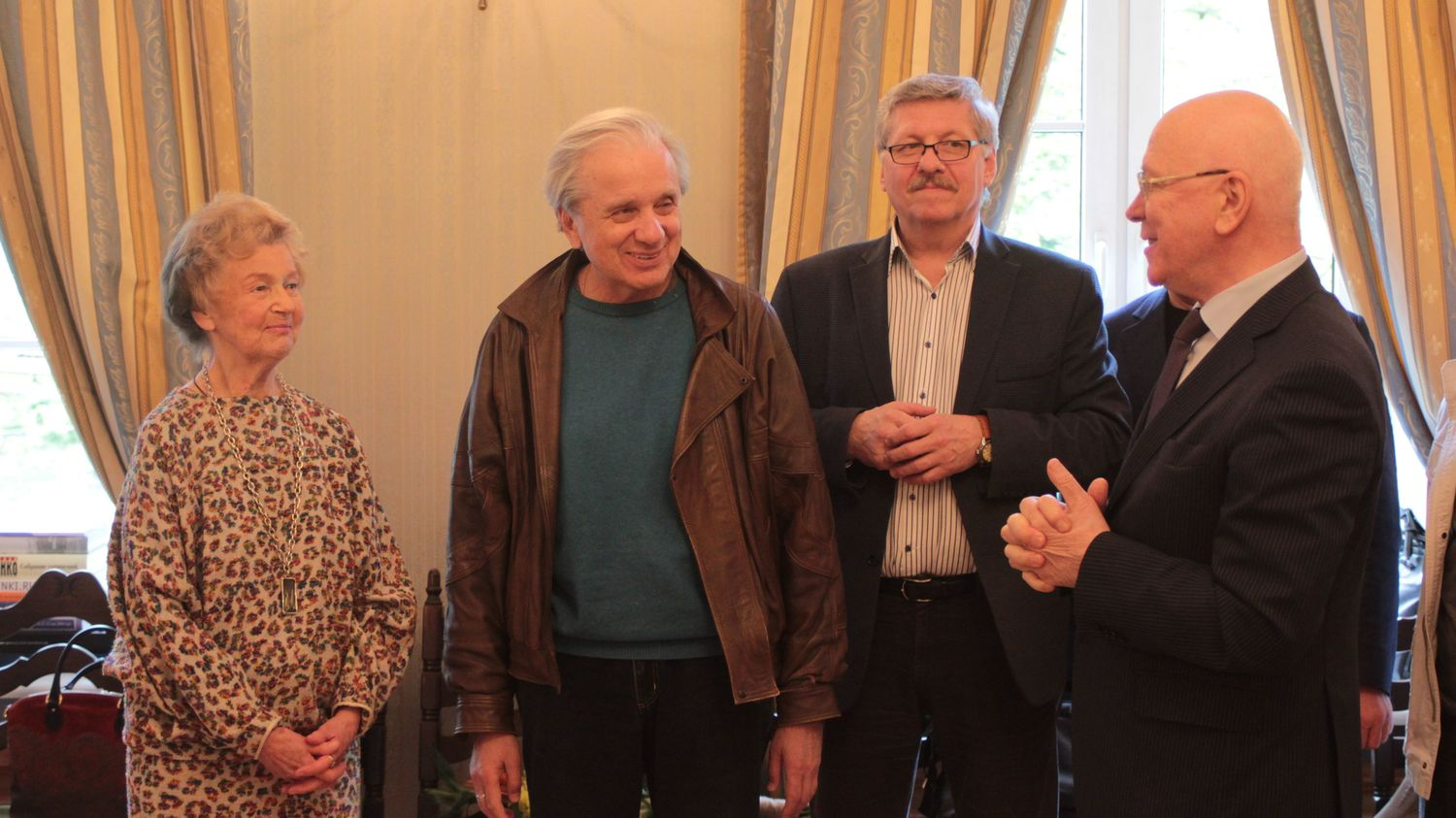
یولیا بوریسووا (چپ) در سال ۲۰۱۵ میلادی

یولیا کونستانتینووا بوریسووا (روسی: Ю́лия Константи́новна Бори́сова)؛ (۱۷ مارس ۱۹۲۵) یک هنرپیشه تئاتر و سینما اهل روسیه است.
او دانش‌آموخته و عضوی از «مدرسهٔ تئاتر یوگنی واختانگوف» است. از به‌یادماندنی‌ترین نقش‌آفرینی‌های او بازی در نقش «ناستازیا فیلیپوونا» در فیلم ابله (۱۹۵۸) است که اقتباسی سینمایی  از رمان ابله فیودور داستایفسکی است.